# William Thomas Hamilton
William Thomas Hamilton (ur. 8 września 1820 w Boonsboro, Maryland, zm. 26 października 1888 w Hagerstown, Maryland) – amerykański prawnik, rolnik, podróżnik i polityk.
W latach 1849–1855 przez trzy dwuletnie kadencje Kongresu Stanów Zjednoczonych był przedstawicielem stanu Maryland w Izbie Reprezentantów Stanów Zjednoczonych. Przez pierwsze dwie kadencje, w latach 1849–1853, reprezentował drugi okręg wyborczy, a w latach 1853–1855 był wybrany w czwartym okręgu wyborczym.
Następnie powrócił do Hagerstown i zajął się praktyką adwokacką i działalnością rolniczą.
Po wojnie secesyjnej ponownie został wybrany do Kongresu, tym razem do Senatu Stanów Zjednoczonych, gdzie reprezentował stan Maryland w latach 1869–1875.
W latach 1879–1883 piastował stanowisko gubernatora stanu Maryland.